# Campsurus amapaensis
Campsurus amapaensis is een haft uit de familie Polymitarcyidae. De wetenschappelijke naam van de soort is voor het eerst geldig gepubliceerd in 2010 door Molineri & Emmerich.
De soort komt voor in het Neotropisch gebied.